# Kênh Xáng Xà No
Kênh Xáng Xà No là một con kênh đổ ra Sông Cần Thơ. Kênh có chiều dài 39 km. Kênh Xáng Xà No chảy qua thành phố Cần Thơ và tỉnh Hậu Giang. Theo nguồn gốc địa danh, Xà No bắt đầu từ Srak No (xóm có cây Điên điển).

## Địa lý
Kênh Xáng Xà No Kênh rộng khoảng 60 m, sâu từ 2,5 – 9m, dài khoảng 40 km, bắt nguồn từ ngã ba Vàm Xáng, sông Cần Thơ (nhánh lớn sông Hậu), đoạn qua huyện Phong Điền (Cần Thơ) chạy dài tới ngã ba sông Ba Voi (Hậu Giang) trước khi đổ ra sông Cái Lớn (Kiên Giang) chảy ra Vịnh Thái Lan.

## Lịch sử
Trong 3 năm (1901 - 1903) sau đó, Pháp đào xong con kênh Xà No nối rạch Cần Thơ từ Vàm Xáng - Phong Điền, với rạch Cái Tư (một nhánh của sông Cái Lớn) ăn thông tới vịnh Xiêm La. Đây là công trình thủy nông lớn nhất Nam Kỳ thời đó. Bởi việc đầu tư kinh phí, phương tiện máy móc cũng như các thông số kỹ thuật thi công đều hết sức quy mô.
Theo nhà Nam bộ học Sơn Nam: kênh Xà No dài tổng cộng 34 km, bề ngang trung bình 60m, dưới đáy 40m, tổng phí tổn: 3.680.000 quan Pháp. Việc thi công hoàn toàn do 4 chiếc xáng, mỗi chiếc mạnh 350 mã lực, mỗi gàu múc 375 lít, thổi bùn xa đến 60m. Xáng hoạt động nhờ đốt nồi súp - de bằng củi.
Kênh xáng Xà No đang đào, dân cư ùn ùn kéo tới cất nhà, dành địa thế làm ăn thuận tiện. Cho đến khi kênh đào hoàn tất thì hai bên bờ, đất gần như đã có chủ.